# Sound Devices
Sound Devices je americká společnost, specializující se na výrobu a design profesionálního audiovizuálního vybavení pro film, televizi a další média. Sídlí v Reedsburgu ve Wisconsinu. Další kanceláře má ve městech Madison ve Wisconsinu a Rickmansworthu ve Spojeném kálovství.

## Historie
Jejími zakladateli jsou Matt Anderson, Brad Lovett, Jon Tatooles a Jim Koomar, kteří dříve pracovali pro společnost Shure. Firmu založili v roce 1998. První obchod založili v menší kanceláři v Park Ridge ve státu Illinois.
Po odchodu Brada Lovetta se firma přestěhovala z Chicaga do Reedsburgu ve Wisconsinu. Zde založila výrobní oddělení, nejprve v pronajatých prostorách jejího andělského investora. Po letech práce a vydání velkého množství produktů si společnost koupila vlastní prostory a rozrostla se na téměř 2800 metrů čtverečních.
V roce 2018 Sound Devices oznámila získání společnosti Audio Limited, britského výrobce bezdrátových mikrofonních systémů, která se stala její subsidiární společností.
V roce 2021 byla společnost prodána britské nadnárodní holdingové společnosti Audiotonix, která se stala její mateřskou společností. Matt Anderson je stále (ke dni 28.03.2024) CEO Sound Devices.
Produkty společnosti Sound Devices byly použity při tvorbě mnoha velmi úspěšných filmů, jako jsou La La Land, Šílený Max: Zběsilá cesta, Batman: Temný rytíř, a televizních pořadů, jako je Game of Thrones, Pán času, Perníkový táta.

## Významné produkty
V roce 1999 firma vydala produkt s názvem MP-1. Název zařízení byl projevem úcty k Michaelu Pettersenovi, mentorovi Matta Andersona ze společnosti Shure. Jednalo se o fantomový předzesilovač pro mikrofony s jedním kanálem.
V roce 2000 firma vydala analogový MixPre. Tento produkt byl postupně přizpůsobován požadavkům trhu a rozšiřovaly se jeho funkce. Nové varianty, jako MP-2, přinášely další inovace. Následovala verze USBPre, která byla prvním mikrofonním předzesilovačem s USB rozhraním. A konečně, HX-3, tříkanálový distribuční zesilovač pro sluchátka, vycházející z obliby zesilovače v MixPre.
V roce 2002 firma vydala mixážní pult 442. Byl to první kompaktní, 4-kanálový, plně vybavený a přenosný mixážní pult. Dále byly uvedeny upravené verze MM1, které kombinovaly předzesilovač z MP-1 a zesilovač sluchátek z HX-3. Vzniknul také první produkt této firmy přizpůsobený evropským zákazníkům, 442N.
V roce 2004 firma vydala 702 audio rekordér, jeho varianty 702T, 722 a 744T, kdy firma přidala poprvé pevný disk.
V roce 2008 firma vydala 788T, 6 kanálový audio rekordér a k němu CL-8 externí ovladač.
V roce 2009 firma vydala 788T-SSD, kdy nahradila pevný disk SSD diskem, a 552, první hybridní zařízení společnosti, které sloužilo jako mixážní pult a rekordér zároveň.
V roce 2011 firma vydala MixPre-D a PIX 240, jejich první videorekordér. O rok později firma vydala PIX 240i, což byla upravená verze s lepším displejem.

## Ocenění
Cinema Audio Society (CAS) udělila ocenění Technical Achievement Award společnosti Sound Devices za vícero produktů jimiž byl 664 mixážní pult, 788T-SSD přenosný audio záznamový systém, 970 audio rekordér, SL-6 napájecí a bezdrátový systém, MixPre-10T audio rekordér a USB rozhraní, Scorpio přenosný mixážní pult a rekordér a CL-16 Linear Fader Control Surface.
NAMM Tec Award nominován v kategorii Excellence in audio (2019) – 688 mixer/recorder
Resolution Magazine Award (2009) – 788T rekordér